# Elecciones municipales de 2003 en Alcorcón
Las elecciones municipales de 2003 se celebraron en Alcorcón el domingo 25 de mayo, de acuerdo con el Real Decreto de convocatoria de elecciones locales en España dispuesto el 31 de marzo de 2003 y publicado en el Boletín Oficial del Estado el día 1 de abril. Se eligieron los 27 concejales del pleno del Ayuntamiento de Alcorcón. Los resultados completos fueron los siguientes:
| Candidatura                                       | Candidatura                                       | Votos  | Concejales |
| ------------------------------------------------- | ------------------------------------------------- | ------ | ---------- |
|                                                   | Partido Socialista Obrero Español (PSOE)          | 40 032 | 14         |
|                                                   | Partido Popular (PP)                              | 34 221 | 11         |
|                                                   | Izquierda Unida Comunidad de Madrid (IU-CM)       | 7893   | 2          |
| Centro Democrático Social (CDS)                   | Centro Democrático Social (CDS)                   | 1950   | 0          |
| Los Verdes Comunidad de Madrid (LV-CM)            | Los Verdes Comunidad de Madrid (LV-CM)            | 947    | 0          |
| Los Verdes (LV)                                   | Los Verdes (LV)                                   | 889    | 0          |
| Falange Española Independiente (FE(I))            | Falange Española Independiente (FE(I))            | 213    | 0          |
| Partido Comunista de los Pueblos de España (PCPE) | Partido Comunista de los Pueblos de España (PCPE) | 199    | 0          |
| Partido Humanista (PH)                            | Partido Humanista (PH)                            | 132    | 0          |
| Unión Centrista Liberal (UCL)                     | Unión Centrista Liberal (UCL)                     | 56     | 0          |